# ...Allow Us to Be Frank
...Allow Us to Be Frank é o quinto álbum do grupo irlandês Westlife lançado em 8 de novembro de 2004, primeiro lançamento como quarteto. Alcançou a posição número 1 na Irlanda e número 3 no Reino Unido. O álbum ficou em 24º em 2004 na UK Albums Chart de final de ano. 
O álbum de tributo ao Rat Pack inclui canções que ficaram conhecidas na voz de Frank Sinatra como "Fly Me to The Moon", "The Way You Look Tonight", "Come Fly with Me", "Moon River", "Summer Wind" e "That's Life". Também inclui a canção famosa de Nat King Cole, "When I Fall in Love". O álbum vendeu 3 milhões de cópias mundialmente.
Foi gravado com uma orquestra de 60 músicos no Phoenix Studios em Wembley, no bairro londrino de Brent. 

## Singles
"Smile" foi lançado como o primeiro single do álbum em 4 de novembro de 2004. O single físico apresenta o vídeo e os lados B "White Christmas" e "When I Fall in Love". Ele alcançou o número 37 na Suécia.
"Fly Me to the Moon" foi lançado como o segundo single do álbum em 20 de dezembro de 2004. O single só foi lançado digitalmente, apresentando o vídeo, bem como um lado B exclusivo, "Beyond the Sea", que não aparece em no álbum.
"Ain't That a Kick in the Head" foi lançado como o terceiro e último single do álbum em 6 de janeiro de 2005. O single físico apresenta o vídeo, bem como o lado B "Moon River". Chegou ao número 5 na Dinamarca, número 20 na Suécia, número 41 na Holanda e número 43 na Europa. Enquanto "Moon River" ficou em 221º lugar na Rússia. 

## Faixas
| N.º            | Título                             | Compositor(es)                                 | Duração |  |
| 1.             | "Ain't That a Kick in the Head"    | Sammy Cahn, Jimmy Van Heusen                   | 2:27    |  |
| 2.             | "Fly Me to the Moon"               | Bart Howard                                    | 2:31    |  |
| 3.             | "Smile"                            | Charles Chaplin, Geoffrey Parsons, John Turner | 2:50    |  |
| 4.             | "Let There Be Love"                | Ian Grant, Lionel Rand                         | 2:45    |  |
| 5.             | "The Way You Look Tonight"         | Jerome Kern, Dorothy Fields                    | 3:45    |  |
| 6.             | "Come Fly with Me"                 | Cahn, Van Heusen                               | 3:15    |  |
| 7.             | "Mack the Knife"                   | Marc Blitzstein, Bertolt Brecht, Kurt Weill    | 3:10    |  |
| 8.             | "I Left My Heart in San Francisco" | George Cory, Douglas Cross                     | 2:59    |  |
| 9.             | "Summer Wind"                      | Hans Bradtke, Henry Mayer, Johnny Mercer       | 2:58    |  |
| 10.            | "Clementine"                       | Woody Harris, Percy Montrose                   | 3:19    |  |
| 11.            | "When I Fall in Love"              | Edward Heyman, Victor Young                    | 3:09    |  |
| 12.            | "That's Life"                      | Kelly Gordon, Dean Kay                         | 3:13    |  |
| Duração total: | Duração total:                     | Duração total:                                 | 39:21   |  |

| Faixa da edição britânica |                                                 |                |         |  |
| N.º                       | Título                                          | Compositor(es) | Duração |  |
| 5.                        | "The Way You Look Tonight" (com Joanne Hindley) | Kern, Fields   | 4:07    |  |

| Edição japonesa |                                                 |                  |         |  |
| N.º             | Título                                          | Compositor(es)   | Duração |  |
| 5.              | "The Way You Look Tonight" (com Joanne Hindley) | Kern, Fields     | 4:07    |  |
| 14.             | "The Way You Look Tonight"                      | Kern, Fields     | 3:45    |  |
| 15.             | "Ain't That a Kick in the Head" (Vídeo)         | Cahn, Van Heusen | 2:30    |  |

## Certificações
| País        | Certificação |
| ----------- | ------------ |
| Reino Unido | 2× Platina   |

## Histórico de lançamentos
| Região    | Data                   |
| --------- | ---------------------- |
| Europa    | 8 de novembro de 2004  |
| Filipinas | 13 de novembro de 2004 |
| Japão     | 24 de novembro de 2004 |
| Taiwan    | 3 de dezembro de 2004  |
| Brasil    | Dezembro de 2004       |

## Desempenho nas paradas
Paradas 2004
| Parada               | Posição mais alta |
| -------------------- | ----------------- |
| Media Control Charts | 30                |
| Irish Albums Chart   | 2                 |
| MegaCharts           | 32                |
| Sverigetopplistan    | 5                 |
| Swiss Music Chart    | 75                |
| UK Albums Chart      | 3                 |

Paradas 2005
| Parada      | Posição mais alta |
| ----------- | ----------------- |
| Ultratop    | 25                |
| Tracklisten | 15                |